# فاغيانو أوكاياما
فاغيانو أوكاياما هو نادي كرة قدم ياباني أٌسس عام 1975. يلعب النادي في دوري الدرجة الثانية الياباني.